# Matteo dell'Olmo
Matteo dell'Olmo (zm. 1512 w Mediolanie) – włoski dominikanin, inkwizytor i biskup.
Pochodził w Morbegno w diecezji Como. Przed rokiem 1470 wstąpił do zakonu dominikanów. Studiował w Bolonii, uzyskując tytuł magistra teologii. W latach 1481–1483 sprawował funkcję regenta studium generalnego klasztoru S. Maria Novella we Florencji. W 1487 został mianowany przez władze zakonne papieskim inkwizytorem Mediolanu. Nominację tę zatwierdził papież Aleksander VI w 1493. W latach 1496–1497 Matteo pełnił dodatkowo funkcję dominikańskiego prowincjała Lombardii Górnej, zwanej oficjalnie "Prowincją Świętego Piotra Męczennika".
16 października 1497 Aleksander VI mianował Matteo tytularnym biskupem Laodycei. Od tej pory działał on jako biskup pomocniczy w archidiecezji mediolańskiej oraz w diecezji Como. W 1511/12 odmówił udziału w zorganizowanym pod patronatem króla Francji Ludwika XII schizmatyckim "soborze" w Pizie, wymierzonym w papieża Juliusza II.